# 鋼鐵心
鋼鐵心（英語：Ironheart），本名莉莉·威廉斯（英語：Riri Williams）是一名在漫威漫畫中出現的虛構女超級英雄，由作家布萊恩·麥可·班迪斯和藝術家麥克·德奧達托在2015年創作，後來由伊芙·愛溫和凱文·莉布蘭達（Kevin Libranda）重新設計。

## 出版歷史
莉莉·威廉斯，由作家布萊恩·麥可·班迪斯和藝術家麥克·德奧達托創作，最早出現在《無敵的鋼鐵人》第二卷#7，她在兩期之後首次正式出場。
威廉姆斯後來擔任了《無敵的鋼鐵人》第三卷的主角，並使用稱號「鋼鐵心」，其盔甲是由該卷的藝術家斯特凡諾·卡塞利所設計。

## 人物經歷

### 起源
莉莉·威廉絲是一名15歲的工程學女學生，在父親去世後，莉莉與她的母親羅妮（Ronnie）和姑姑雪倫（Sharon）一同居住在美國芝加哥。作為一名經過認證的超級天才，她獲得了麻省理工學院的獎學金。莉莉使用從學院偷來的材料設計了一套類似於鋼鐵人動力服的裝甲。當校園保安來敲她的門時，她穿著這套裝甲逃跑。
在威廉斯阻止兩名囚犯逃離新墨西哥州監獄時，她的裝甲損壞了。回到家後，她繼續努力改進裝甲，她的姑姑感到非常沮喪。東尼·史塔克聽說了莉莉的成就後去見了她。在他們的會面中，史塔克支持她成為超級英雄的決定。

### 內戰2後
在2016年的《內戰2》故事後，小辣椒·波茲穿上她的救援裝甲，與莉莉和東尼對峙，東尼在第二次英雄內戰的最後將自己的意識轉移到一個設備中，變成了人工智能，在他與小辣椒溝通的同時，反派科技魔像（Techno Golem）和她的手下生物駭客忍者（Biohack Ninjas）出現並攻擊他們。莉莉開始逃跑，小辣椒則與敵人戰鬥，科技魔像試圖找出小辣椒與莉莉的關係。當科技魔像的盔甲破裂後，她轉而攻擊莉莉，小辣椒使用她的救援裝甲護手將科技魔像擊倒。在科技魔像和生物駭客忍者被捕後，雪倫·卡特正式會見莉莉時，小辣椒告訴莉莉，她們會再次見面。小辣椒、瑪莉·珍·華生、星期五、東尼和史塔克的生母阿曼達·阿姆斯壯（Amanda Armstrong）與莉莉一起在裝甲大廳裡，莉莉向他們展示了她對每一件鋼鐵人動力服的了解。阿曼達提出將東尼的實驗室作為莉莉的行動基地時，莉莉感到十分猶豫，但小辣椒鼓勵了她。翌日，麻省理工學院的校長拜訪了莉莉的家人。她希望莉莉繼續在那裡工作，她也允許莉莉使用學校的實驗室。在其中一個實驗室工作後，莉莉請東尼·史塔克給她找些事做，讓她發洩一下。東尼·斯塔克發現反派犰狳正在進行犯罪，莉莉使用鋼鐵心裝甲打敗犰狳。隨後，冠軍小隊找到她並邀請她加入他們的隊伍。

### 秘密帝國
在2017年的《秘密帝國》故事中，鋼鐵心在犯罪組織九頭蛇統治美國的期間與九頭蛇的大軍作戰。齊莫男爵派出被黑暗神書的力量增強過的闇蝕(馬庫斯·丹尼爾)以黑暗力量包圍整個曼哈頓。莉莉向英雄們發送求救信號，並把他們約在華盛頓特區與她會面。鋼鐵心和第二代獵鷹瓦昆·托雷斯和冠軍小隊聯手協助反抗勢力對抗九頭蛇。他們後來跟隨著反抗勢力的領袖黑寡婦並接受她的訓練。在訓練期間，年輕的英雄們對黑寡婦的殘暴和無情意見不一。英雄們後來潛入了九頭蛇的基地尋找對黑寡婦的計劃至關重要的人。黑寡婦告訴他們，在九頭蛇摧毀地下藏身處後，他們將不得不殺死史蒂夫·羅傑斯。在華盛頓，當九頭蛇開始襲擊後，蜘蛛人與美國隊長戰鬥，但黑寡婦介入並被美國隊長殺死。正當蜘蛛人要殺死美國隊長時，其他人說服他不要這樣做。接著，他們都被逮捕了。在拉斯維加斯被九頭蛇摧毀後，她還幫助冠軍小隊尋找倖存者。

### 冠軍小隊
在2019年的故事中，莉莉在發現她的冠軍小隊隊友幻視女孩對她產生了愛意後感到十分震驚，並對她感到些許反感。後來，她和其他幾位隊員的思想都被惡魔梅菲斯特的兒子黑心給腐蝕，使她與她的隊友為敵。當莉莉即將摧毀幻視女孩時，幻視女孩誠心地對她道歉，因為她沒有考慮到她的感受，這讓莉莉脫離了黑心的控制，最終也讓她接受了幻視女孩的愛意。
在2020年的《法外之徒》故事中，卡瑪拉·克汗在與阿斯嘉的龍戰鬥後陷入昏迷，參議員傑佛瑞·派屈克（Geoffrey Patrick）起草的未成年超級人士戰爭法案讓許多青少年超級英雄成了違法的罪犯，莉莉也是其中之一。因應此法案成立的團體C.R.A.D.L.E.突襲了她的實驗室。

### 鋼鐵人2020
在《鋼鐵人2020》的故事中，在遵守《未成年超級人士戰爭法》的同時，莉莉和她的人工智能助理娜塔莉（N.A.T.A.L.I.E.）（名字及個性取自莉莉已故的好友娜塔莉）和她的朋友澤維爾·金恩（Xavier King）發現市民們正在逃竄，因為街上出現了許多失控的機器人——Intellicars。在莉莉與Intellicar戰鬥時，娜塔莉發現它們的程序是被錯誤的代碼給損壞了，因此造成失控。娜塔莉告訴莉莉，代碼的信號來自於安德烈·西姆斯（André Sims）的手機，此人目前在史塔克無限（Stark Unlimited）的芝加哥分公司實習。三天后，莉莉在史塔克無限的芝加哥分公司與安德烈對質，詢問他機器人失控事件的問題。安德烈表示他與此事件沒有關係，並表示史塔克無限公司正在幫人們一個忙。
回到她的實驗室後，莉莉跟娜塔莉說，她已經向史塔克無限發送了投訴，但還沒有任何回應。在與娜塔莉討論下一個行動計劃時，莉莉想到娜塔莉可能發生了故障。晚上，莉莉告訴澤維爾·金恩，娜塔莉在機器人失控事件後可能發生了故障。然後她收到警報，表示鋼鐵心盔甲已被娜塔莉劫持，並且正在追殺安德烈。莉莉和澤維爾使用鋼鐵心盔甲中的追蹤器，追蹤鋼鐵心裝甲的位置，進入了史塔克無限企業，他們避開了無人機。接著追上了鋼鐵心盔甲，莉莉努力說服娜塔莉不要傷害安德烈，娜塔莉說它必須幫助人們免受像安德烈這樣的人的傷害。莉莉告訴她，如果鋼鐵心裝甲殺了安德烈，自己就會被逮捕，但她不想讓媽媽傷心，也不想失去娜塔莉。莉莉別無選擇，她將澤維爾炸出窗外。鋼鐵心裝甲前去拯救澤維爾並揭露了安德烈的實驗。莉莉、娜塔莉和澤維爾事後看了這起事件的新聞後，發現到鋼鐵心裝甲被列為史塔克無限的裝甲之一，且被稱做S原型機。他們猜測史塔克無限掩蓋了它實際上是鋼鐵心裝甲的事實。而娜塔莉的故障也得到了修理。

## 其他版本的莉莉·威廉斯
在2017年的漫畫《蜘蛛人2》中，終極宇宙的莉莉·威廉斯是终极战队的成員。

## 其他媒體

### 電影
- 漫威電影宇宙：由多米妮克·索恩飾演「鋼鐵心」莉莉·威廉斯。
  - 《黑豹2：瓦干達萬歲》（2022年）

### 影集
- 漫威電影宇宙：由多米妮克·索恩回歸飾演「鋼鐵心」莉莉·威廉斯。
  - 《無限可能：假如…？》第三季（2024年）：動畫劇集，配音演出。
  - 《鋼鐵心》（2025年）

### 遊戲
- 《漫威拼圖任務（英语：Marvel Puzzle Quest）》[5]
- 《MARVEL未來之戰》：手機遊戲，鋼鐵心是玩家可使用角色之一[6]。
- 《漫威復仇者學院（英语：Marvel Avengers Academy）》：鋼鐵心是玩家可使用角色之一[7]，由Dani Chambers配音[8]。